# Ben Cook
Benjamin Tyler Cook (Sjeverna Karolina, 11. prosinca 1997.), poznatiji kao Ben Cook, američki glumac i pjevač.

## Filmografija
- 2010.: 30 Rock
- 2013.: House of Cards (Kula od karata)
- 2014.: Veep
- 2017.: Zakon i red: Odjel za žrtve (Law & Order: Special Victims Unit)
- 2018.: Paterno
- 2021.: Priča sa zapadne strane (West Side Story)
- 2022.: Prva dama (The First Lady)
- 2022.: Slatke male lažljivice: Izvorni grijeh (Pretty Little Liars: Original Sin)

## Vanjske poveznice
- Ben Cook u internetskoj bazi filmova IMDb-u (engl.)